# Antrophyum strictum
Antrophyum strictum är en kantbräkenväxtart som beskrevs av Georg Heinrich Mettenius. Antrophyum strictum ingår i släktet Antrophyum och familjen Pteridaceae. Inga underarter finns listade.